# Агаянская церковь Святой Нино
Агаянская церковь Святой Нино (груз. აღაიანის ნინოწმინდის ეკლესია) — раннесредневековая грузинская православная церковь на горе Тхоти, в 2 км к юго-востоку от села Агаяни в Каспском муниципалитете в центральном крае (мхаре) Грузии Шида-Картли. Она стоит на месте одного из трёх деревянных крестов, установленных — согласно исторической традиции — по указанию святой Нины (Нино), чтобы отметить принятие христианства населением Картли. Сохранившаяся постройка представляет собой зальный храм, реконструкцию IX—X века ранее построенного крестово-купольного храма. Церковь включена в список недвижимых памятников культуры национального значения Грузии.

## Место нахождения
Церковь Агаяни возвышается на горе Тхоти, высотой 845 м, на левом берегу Куры (Мтквари). Согласно средневековой грузинской исторической традиции, именно на этой горе внезапная тьма поглотила Мириана III, языческого царя Картли, и свет не возобновился, пока царь не призвал «бога Нино», проповедницы христианства. После провозглашения Мирианом христианства в качестве государственной религии Иверии — традиционно датируемого 337 годом — по указанию Нино были поставлены три деревянных креста в Картли, один из них в Тхоти, два других в Уджарме и Мцхете, соответственно. Позже на этом месте была построена церковь.

## Описание
Сохранившееся здание, возведённое из камня и кирпича, имеет размеры 8,48 × 4,18 м. Первоначально церковь представляла собой крестово-купольный храм, построенный в VII или VIII веке. В IX или X веке церковь была перестроена в зальный храм: её крестообразный облик сохранился, как и полукруглая апсида, но купол был заменён цилиндрическим сводом, опирающимся на пять арок. Входы на север и запад. Интерьер освещен двумя окнами, одно в апсиде, а другое в южной стене. Центральная травея покрыта щипцом, в то время как северный и южный выступы имеют загнутые крыши. Арочный контрфорс был присоединён к южному фасаду в XVI веке. Церковь была отремонтирована в 2007 году.
На стенах святыни сохранились фрагменты фресок и надписей. Изображения по стилю датируются концом X или началом XI века. На восточном фасаде краеугольный камень оконной арки имеет три скульптурных креста. Южный фасад украшен надписью средневекового грузинского алфавита асомтаврули, расположенной в три строки.